# Traditionel dans i Vrøgum
|  | Denne artikel er oprettet af botten Steenthbot ud fra en ekstern database. Den kan derfor have sproglige fejl eller mangler. Denne skabelon kan fjernes efter kontrol af indholdet. |

Traditionel dans i Vrøgum er en dansk dokumentarfilm fra 1981.

## Handling
En film som dokumenterer folkelig dansetradition i en afgrænset lokalitet i Sydvestjylland.